# امین بزرگیان
امین بزرگیان دانش آموختهٔ جامعه‌شناسی است. او در سال ۱۳۸۱ سردبیر روزنامه گلستان ایران بود. بزرگیان متولد سال ۱۳۶۰ و اکنون ساکن فرانسه است.

## آثار
از وی تاکنون سه کتاب منتشر شده است:
- ایده‌های خیابانی؛ نوشته‌هایی دربارهٔ تن، شهر و زندگی روزمره توسط انتشارات تیسا
- جنبش خستگان؛ مقدماتی دربارهٔ وضعیت تهی‌دستان در ایران امروز، نشر شخصی
- رستگاری در خیابان؛ وقایع‌نگاری جامعه‌شناختی جنبش سبز ۱۳۸۸ تا ۱۳۹۸، نشر مشر[۲]

## [۳]جستارهای وابسته
- نامه (نشریه)